# Ku Klux Glam
Ku Klux Glam è un album collaborativo degli artisti statunitensi Ariel Pink e R. Stevie Moore autoprodotto e pubblicato con etichetta Bandcamp nel 2012.